# زین اقبال
زین اقبال (به انگلیسی: Zain Iqbal؛ زاده ۲۸ مهٔ ۱۹۹۸) بازیگر بریتانیایی است. او به خاطر نقشش به‌عنوان راوی سینگ در درام جنایی نوجوانانه بی‌بی‌سی سه به نام راهنمای کشف قتل از یک دختر خوب (۲۰۲۴–اکنون) که بر اساس رمانی به همین نام ساخته شده، شناخته می‌شود.

## زندگی شخصی
اقبال در حال حاضر در لندن زندگی می‌کند. او در هوبرن، غرب لندن و همپستید زندگی کرده‌است.
اقبال در مصاحبه‌ای با مجله وگ سنگاپور اظهار داشت که دوست دارد نقش یک شخصیت شرور یا بتمن را بازی کند. اقبال علاوه بر بازیگری، از بوکس نیز لذت می‌برد.

## فیلم‌شناسی
| سال        | عنوان                          | نقش       | یادداشت    | منبع  |
| ---------- | ------------------------------ | --------- | ---------- | ----- |
| ۲۰۱۹       | چرا من؟                        | کایل      | فیلم کوتاه | [ ۲ ] |
| ۲۰۲۲       | همه تصادفی دیوانه              | بوریس     |            | [ ۲ ] |
| ۲۰۲۴–اکنون | راهنمای کشف قتل از یک دختر خوب | راوی سینگ | نقش اصلی   | [ ۲ ] |